# Augustus Mongredien
Augustus Mongredien (ur. 1807, zm. 1888) – czołowy angielski szachista XIX wieku. 
W 1859 roku rozegrał mecz z Amerykaninem Paulem Morphym. Po pierwszej remisowej partii Mongredien przegrał siedem kolejnych i cały mecz w stosunku ½ - 7½. Uczestniczył w pierwszym międzynarodowym turnieju rozegranym systemem kołowym w 1862 roku w Londynie. Zajął w tym turnieju jedenaste miejsce wśród czternastu uczestników.